# Neuropterida
Neuropterida (of netvleugeligachtigen) is clade zonder rang of een superorde binnen de insecten en omsluit de volgende ordes:
- Neuroptera (netvleugeligen)
- Raphidioptera (kameelhalsvliegen)
- Megaloptera (grootvleugeligen)

Deze ordes zijn nauw met elkaar verwant: ze omvatten insecten met doorzichtige vleugels en een duidelijk te herkennen vleugeladering. De larven van deze insecten zijn vaak roofzuchtig. Hun op het achterlijf gevouwen vleugels doen denken aan vliegen, maar hebben er weinig mee te maken. De diptera (vliegen en muggen) hebben immers twee vleugels, terwijl de Neuropterida er vier hebben.
De Neuropterida maken deel uit van de superorde Endopterygota en zijn als zodanig zonder rang. Door sommige auteurs worden de Neuropterida als superorde gezien, waardoor de Endopterygota geen rang zouden hebben